# Haplochrois picropa
Haplochrois picropa is een vlinder uit de familie grasmineermotten (Elachistidae). De wetenschappelijke naam van deze soort is, als Platybathra picropa, voor het eerst geldig gepubliceerd in 1921 door Meyrick.
De soort komt voor in tropisch Afrika.